# Ducos
Ducos ist eine französische Gemeinde auf Martinique. Sie gehört zum Arrondissement Le Marin. Die Bewohner nennen sich Ducossais. Der wichtigste Erwerbszweig ist die Landwirtschaft.

## Geschichte
Die Ortschaft wurde im 19. Jahrhundert nach dem französischen Minister Théodore Ducos benannt.

### Bevölkerungsentwicklung
| 1962  | 1968  | 1975  | 1982  | 1990   | 1999   | 2006   | 2013   |
| ----- | ----- | ----- | ----- | ------ | ------ | ------ | ------ |
| 6.572 | 7.083 | 6.930 | 9.409 | 12.401 | 15.240 | 15.977 | 17.051 |